# Lactarius vitellinus
Lactarius vitellinus é um fungo que pertence ao gênero de cogumelos Lactarius na ordem Russulales. Encontrada no norte da Tailândia, foi descrita cientificamente como uma nova espécie em 2010 por Van de Putte e Verbeken.